# Goli Theater

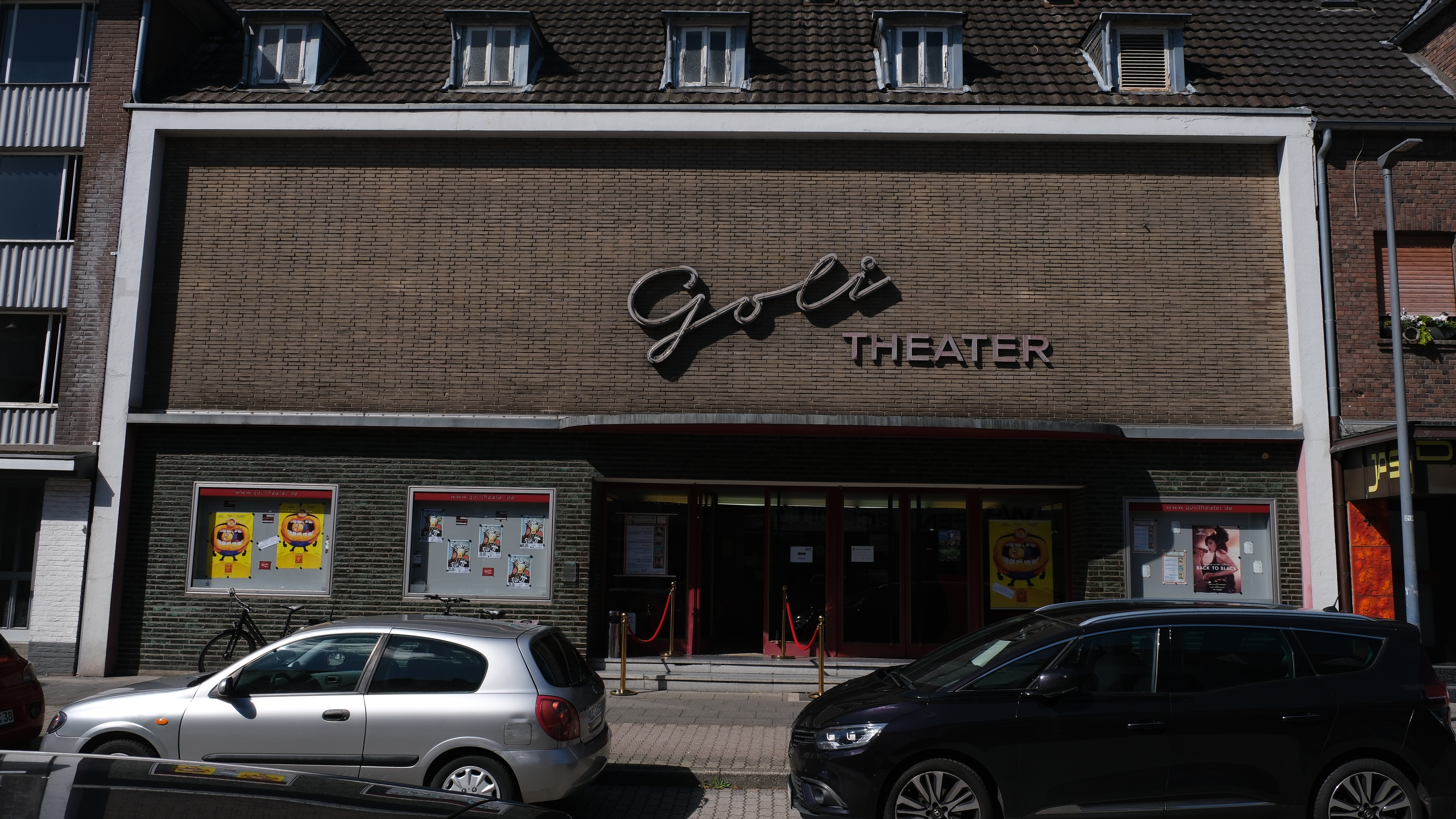
Goli Theater, Brückenstraße 39

Das Goli Theater ist ein Kino in der nordrhein-westfälischen Stadt Goch (Kreis Kleve). An dieser Stelle stand bereits 1913 ein Kino. Im Jahr 1954 nahm ein Neubau den Betrieb auf, nachdem das vorherige Gebäude im Krieg zerstört worden war. Nach einer Schließung gehört das Kino nun der Stadt und wird von Ehrenamtlichen betrieben. Es steht seit dem 23. Mai 2024 unter Denkmalschutz.

## Geschichte
Am 28. Oktober 1911 startete Otto Skoetsch regelmäßige Filmvorführungen in Goch, nachdem er 1903 bis 1907 in den Vereinigten Staaten von Amerika mit dem Film in Berührung kam. Die Filme wurden zunächst in Gaststätten vorgeführt. Hierbei gab es zwei Rückschläge: Ein Unwetter verwüstete den Saal, in dem vorgeführt wurde, mitsamt der Einrichtung, und später fielen Filme und Geräte einem Brand zum Opfer.
Schon 1913 wurde auf der damaligen Hindenburgstraße (heute Brückenstraße) an dem heutigen Standort ein Kino gebaut, das im Februar 1914 eröffnet wurde und den Namen „Gocher Lichtspiele“ erhielt. Täglich fanden zwei Vorstellungen statt und am Samstag und Sonntag sogar drei; Eintritt: 30 beziehungsweise 40 Pfennig, Kinder die Hälfte.
Die Gocher Lichtspiele gehörten im Oktober 1930 zu den ersten Kinos in Deutschland, die vom Stummfilm auf Tonfilm umstellten; ebenso war das Goli 1957 ein Pionier beim Cinemascope (Breitband-Format).
Das ursprüngliche Kino wurde mehrfach renoviert und fiel am verhängnisvollen 7. Februar 1945 den Bomben des Zweiten Weltkriegs zum Opfer.
Schon Ende 1945 ging es im Saal Stenmanns an der Pfalzdorfer Straße provisorisch weiter. 1947 erteilte die britische Besatzungsbehörde die Lizenz zur Filmvorführung.
Mit Baubeginn August 1953 wurde am 15. Januar 1954 der heutige Kinobau eröffnet. Viele Steine aus den Trümmern wurden mit der Hand vom Putz befreit und fanden Verwendung in dem jetzigen Gebäude. Die Eintrittspreise lagen in dem 450 Menschen fassenden Saal zwischen 0,90 DM und 1,80 DM.
1970 wurde der Doppelsitz auf der Loge eingebaut, die Belüftungsanlage wurde automatisiert.
1979 hatte die Filmvorführerin Maria Blömer nach 40 Jahren gut 80.000 km Film im Goli abgespult. Sie blieb dem Kino letztlich über 45 Jahre treu.

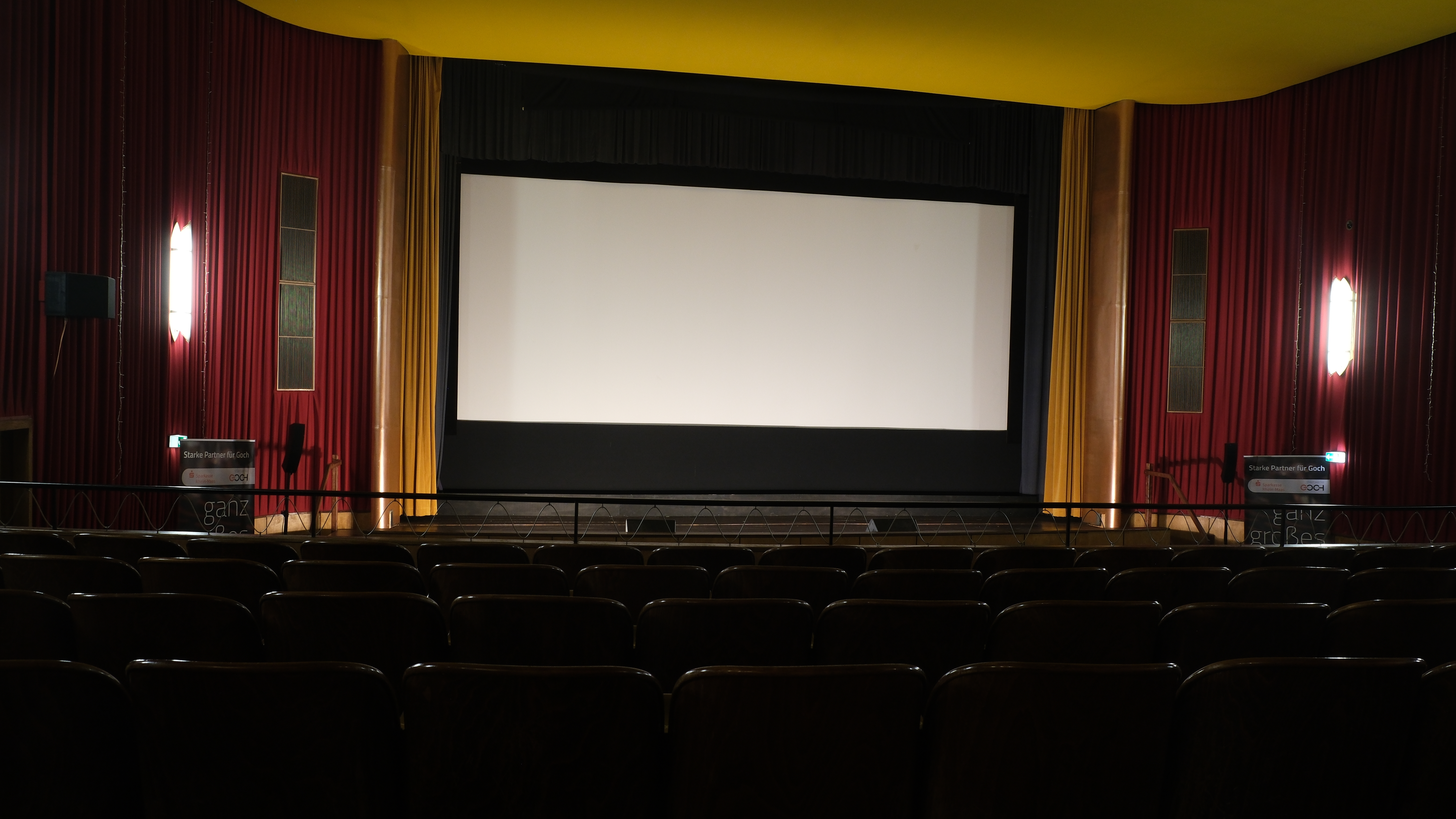
Vorführraum

Ende März 1984 wurde das Kino aus Altersgründen an Hermann und Gisela Peters, die das zweite Gocher Kino, die „Lichtburg“, betrieben, verpachtet. Gut 10 Jahre später, am 28. Februar 1995, wurde der Spielbetrieb beider Kinos in Goch eingestellt.
Immer wieder konnte das Goli mit Sondervorstellungen in Erinnerung gerufen werden. Höhepunkt war der GO’SCAR 2003 im Zuge der City-Offensive „Ab in die Mitte“, bei der Goch zu den Gewinnern zählte.
Im Mai 2009 fand sich ein Interessent, der das Kino kommerziell betreiben wollte. Begeistert von der Aussicht, das altehrwürdige Lichtspieltheater wieder mit Leben erfüllen zu können, halfen Gocher – als Sponsoren und tatkräftige Helfer – bei der Renovierung, denn es galt neue Brandschutzvorschriften zu erfüllen. Auch Mitglieder der Stadtverwaltung Goch standen hinter diesem Projekt. Der Betreiber konnte einen kommerziellen Betrieb des Kinos jedoch nicht gewährleisten und verließ das Haus Ende Januar 2011 fluchtartig.
Mit dem „Spektrum Filmfestival“ im Oktober 2011 wurde zum 100-jährigen Firmenjubiläum das Goli mit Hilfe vieler Gocher wieder aktiviert. Besonders erfreulich war die rege Beteiligung von Schulklassen und Jugendlichen. Am 25. Oktober 2011 wurde das 100-jährige Bestehen des Familienbetriebs in dritter Generation gefeiert, und die Gründung eines Vereins wurde angeregt und unterstützt.
Am 7. Dezember 2011 wurde der Goli-Verein gegründet, der sich zum Ziel gesetzt hat, das Kino als gemeinnütziger Verein zu betreiben.
Seit dem 19. Februar 2012 findet wieder ein regelmäßiger Kinobetrieb im Goli statt. Kinotage sind jeder erste und dritte Samstag und Sonntag im Monat. Zudem wird das Kino für Sonderveranstaltungen für Schulen, Vereine und sonstige gesellschaftliche Gruppierungen genutzt.

## Belege
1. ↑  Anja Settnik: 50-er-Jahre-Kino „Goli“ am Denkmaltag geöffnet. In: Rheinische Post. 6. September 2024, abgerufen am 9. September 2024.

Koordinaten: 51° 40′ 43,7″ N, 6° 9′ 28,5″ O